# 월드 DJ 페스티벌
월드 디제이 페스티벌(World DJ Festival, 월디페, WDJF)은 매년 5월에 열리는 대한민국 최초 EDM MUSIC FESTIVAL이다.
2007년 5월 하이서울페스티벌의 프로그램 중 하나로 난지공연에서 열렸으며 서울특별시의 지원으로 3일 동안 9만 명 이상의 관객을 동원해 각종 매체에서 한국판 우드스탁(1969년부터 미국에서 열린 우드스탁 락페스티벌)이란 칭송을 들으며 큰 성공을 거두었다. 2007~2010년까지는 한강 난지지구에서, 2011~2014년까지는 양평 나루께 축제공원에서, 2015~2016년에는 춘천 송암레포츠타운에서 상상공장이 주최하였으며 대한민국 최초이자 최대 EDM페스티벌로 자리잡았다. 2017년과 2018년에는 서울(잠실올림픽경기장)에서 7년 만에 공연하였다.
2019년에 잠실 경기장 공사로 인해 서울랜드로 장소를 옮겼으며 ODESZA 라이브셋을 헤드라이너로 발표하며 양일간 12만명의 관객이 참여하여 공연을 즐겼다.

## 연혁
- 제1회 월드DJ페스티벌: 2007년 5월 4일 ~ 5월 6일
- 제2회 월드DJ페스티벌: 2008년 5월 3일 ~ 5월 5일
- 제3회 월드DJ페스티벌: 2009년 5월 9일 ~ 5월 10일
- 제4회 월드DJ페스티벌: 2010년 5월 8일 ~ 5월 9일
- 제5회 월드DJ페스티벌: 2011년 5월 6일 ~ 5월 8일
- 제6회 월드DJ페스티벌: 2012년 5월 26일 ~ 5월 28일
- 제7회 월드DJ페스티벌: 2013년 5월 17일 ~ 5월 19일
- 제8회 월드DJ페스티벌: 2014년 8월 29일 ~ 8월 31일
- 제9회 월드DJ페스티벌: 2015년 5월 15일 ~ 5월 17일
- 제10회 월드DJ페스티벌 : 2016년 5월 6일 ~ 5월 8일
- 제11회 월드DJ페스티벌 : 2017년 5월 13일 ~ 5월14일
- 제12회 월드DJ페스티벌 : 2018년 5월 26일 ~ 5월27일
- 제13회 월드DJ페스티벌 : 2019년 6월 1일 ~ 6월2일
- 제14회 월드DJ페스티벌 : 2020년 10월 26일 ~ 11월1일

## 프로그램
- DJ Festival: 미국과 유럽 일본 등 세계여러 나라의 DJ가 참여하는 공연
- 樂 페스티벌: 뮤지션들의 라이브 콘서트
- 축제마을: 축제 부스를 구성해 체험, 행위예술, 퍼레이드, 댄스, 강습 등 만지고, 보고, 듣고, 체험할 수 있는 모든 것들을 만들어 낼 수 있다. 이러한 문화 커뮤니티가 모여, 거대한 ‘축제마을’을 형성하게 되는 것.
- Camping Project: 캠핑촌 제공, 텐트 대여.

## 같이 보기
- 대한민국의 음악제 목록